# Harold Cassels
Harold Kennedy Cassels (* 4. November 1898 in Langzhong, China; † 23. Januar 1975 in Taunton) war ein englischer Hockeyspieler, der 1920 mit der britischen Nationalmannschaft Olympiasieger war.

## Sportliche Karriere
Harold Cassels stammt aus einer Missionarsfamilie. Er besuchte das St. Lawrence College, ein Internat in Ramsgate. Nach seinem Abschluss 1917 meldete er sich zum Royal Flying Corps und geriet in Kriegsgefangenschaft. 1919 begann Cassels sein Studium am Queens’ College der Universität Cambridge, wo er 1920 und 1921 als Läufer zur Hockeyauswahl gehörte. Sein einziger internationaler Einsatz war beim 12:1-Sieg gegen die Belgier während des olympischen Hockeyturniers 1920 in Antwerpen. Im ersten Spiel gegen Dänemark hatte Harold Cooke für die Briten gespielt. Die Siege gegen Dänemark und Belgien reichten bereits zum Olympiasieg aus. Zum letzten Spiel traten die Franzosen nicht mehr an.
Nach seinem Studienabschluss in Cambridge kehrte Cassels nach China zurück und wurde Lehrer in Shanghai. 1940 ging er nach Australien, nach dem Ende des Zweiten Weltkriegs kehrte er nach England zurück. Zunächst war er Ausbilder bei den britischen Truppen, später arbeitete er an der Millfield School in Somerset.